# John de Courcy Ling
John de Courcy Ling (ur. 14 października 1933 w Edgbaston, zm. 10 listopada 2005) – brytyjski polityk i dyplomata, poseł do Parlamentu Europejskiego I i II kadencji.

## Życiorys
Syn Arthura Normana Linga i Veroniki de Courcy, z wyznania katolik. Kształcił się w King Edward’s School w Birmingham. W 1955 uzyskał tytuł Bachelor of Arts w Clare College (część Uniwersytetu Cambridge), w 1981 uzyskał tamże tytuł Master of Arts. Pomiędzy 1956 a 1958 odbywał służbę wojskową na Cyprze, uzyskując stopień drugiego lejtanta. W 1959 dołączył do brytyjskiej służby dyplomatycznej, początkowo pracując w biurze ds. Bliskiego Wschodu, jako asystent wiceministrów Davida Ormsby-Gore’a i Josepha Godbera oraz jako sekretarz w ambasadzach w Santiago i Nairobi (pierwszy sekretarz od 1966 do 1969). Później pracował w departamentach odpowiedzialnych za Rodezję i Afrykę Zachodnią, doszedł do stanowiska chargé d’affaires w ambasadzie w Chadzie (1973) i radcy ambasady we Francji (1974–1977). Następnie odszedł z dyplomacji, zajmując się prowadzeniem kilku farm.
Zaangażował się w działalność polityczną w ramach Partii Konserwatywnej. W 1979 i 1984 wybierany posłem do Parlamentu Europejskiego. Przystąpił do frakcji Europejscy Demokraci, przez rok pełnił funkcję jej wiceprzewodniczącego. W kolejnych latach należał do rady Lloyd’s oraz publikował książki i artykuły prasowe.
Komandor Orderu Imperium Brytyjskiego. Od 1959 był żonaty z Jennifer Rosemary Haynes, mieli czworo dzieci.